# Cucurbitaria broussonetiae
Cucurbitaria broussonetiae är en svampart som beskrevs av Sacc. 1873. Cucurbitaria broussonetiae ingår i släktet Cucurbitaria och familjen Cucurbitariaceae.   Inga underarter finns listade i Catalogue of Life.
I den svenska databasen Dyntaxa används istället namnet Thyridaria broussonetiae för samma taxon.  Arten är reproducerande i Sverige.